# Tuulijoki (vattendrag, lat 63,42, long 30,47)
Tuulijoki är ett vattendrag i Finland. Det ligger i Lieksa i den östra delen av landet, 500 km nordost om huvudstaden Helsingfors.